# Meenon
La ville de Meenon est le siège du comté du comté de Burnett, dans le Wisconsin, aux États-Unis. Lors du recensement de 2000, elle comptait 1 172 habitants.

## Source
- (en) Cet article est partiellement ou en totalité issu de l’article de Wikipédia en anglais intitulé « Meenon, Wisconsin » (voir la liste des auteurs).